# Dolichosomastis leucogrammica
Dolichosomastis leucogrammica är en fjärilsart som beskrevs av George Francis Hampson 1924. Dolichosomastis leucogrammica ingår i släktet Dolichosomastis och familjen nattflyn. Inga underarter finns listade i Catalogue of Life.